# 庄司厚
庄司 厚（しょうじ あつし、1924年〈大正13年〉11月27日 - 2018年〈平成30年〉1月1日）は、日本の政治家。千葉県館山市長（2期）。

## 来歴
千葉県安房郡九重村（現在の館山市）出身。1944年千葉師範学校（現在の千葉大学教育学部）卒業。千葉県内の小中学校の教諭を務める。1990年の館山市長選挙に無所属で立候補し、初当選。1994年に再選。1998年に落選。2002年の市長選挙に再び立候補したが落選した。